# Miroslav Luketić
Miroslav Luketić (Budva, 3. kolovoza 1927. – Budva, 18. lipnja 2022.), bio je crnogorski povjesničar i publicist.

## Životopis
Rođen u Budvi. Završio je vojnu akademiju i filozofski fakultet. Sudionik NOB. Viši je znanstveni savjetnik i publicist. Napisao je više knjiga i priloga u periodici. Bavi se proučavanjem crnogorske povijesti. Istražuje prošlost rodne Budve i Paštrovića. 
Nagrađen je Novembarskomg nagradom grada Budva i s više drugih priznanja.